# Нголве, Генри
Чунг Генри Нголве (англ. Chung Henry Ngolwe; род. 21 ноября 1961) — замбийский легкоатлет, выступавший в беге на короткие дистанции. Участник летних Олимпийских игр 1984 года.

## Биография
Генри Нголве родился 21 ноября 1961 года.
В 1984 году вошёл в состав сборной Замбии на летних Олимпийских играх в Лос-Анджелесе. В беге на 100 метров занял в 1/8 финала 7-е место, показав результат 10,94 секунды и уступив 0,39 секунды попавшему в четвертьфинал с 5-го места Питеру ван Милтенбургу из Австралии. В беге на 200 метров занял 6-е место с результатом 21,58, уступив 0,44 секунды попавшему в четвертьфинал с 3-го места Гусу Янгу с Ямайки.
В 1988 году стал чемпионом южной зоны Африки в беге на 200 метров.

## Личные рекорды
- Бег на 100 метров — 10,3 (1983)[4]
- Бег на 200 метров — 21,2 (1988)[4]